# أنتوني أوكونيل
أنتوني أوكونيل (بالإنجليزية: Anthony O'Connell)‏ هو كاهن كاثوليكي أمريكي، ولد في 10 مايو 1938 في Lisheen Mine ‏ في جمهورية أيرلندا، وتوفي في 4 مايو 2012 في Mepkin Abbey ‏ في الولايات المتحدة بسبب مرض.